# 1750
Năm 1750 (số La Mã: MDCCL) là một năm thường bắt đầu vào thứ năm trong lịch Gregory (hoặc một năm thường bắt đầu vào thứ hai [1] của lịch Julius chậm hơn 11 ngày).

## Sinh
- 1 tháng 1 - Frederick Muhlenberg, chủ tịch đầu tiên của Hạ viện Hoa Kỳ (mất 1801)
- Tháng 4 - Joanna Southcott, người Anh (mất 1814)
- 17 tháng 4 - François de Neufchâteau, chính khách Pháp (mất 1828)
- 2 tháng 5 - John André, sĩ quan quân đội Anh của Cách mạng Hoa Kỳ (mất 1780)
- 31 tháng 5 - Karl August von Hardenberg, chính trị gia Phổ (mất 1822)
- 9 tháng 7 - Louise Marie Thérèse d'Orléans Bathilde, (mất 1822)
- 18 tháng 8 - Antonio Salieri, nhà soạn nhạc người Ý (mất 1825)
- 26 tháng 8 - Công chúa Marie Zéphyrine của Pháp, em gái của Louis XVI (mất 1755)
- 26 tháng 9 - Cuthbert Collingwood, 1st Baron Collingwood, đô đốc người Anh (mất 1810)
- 7 tháng 11 - Friedrich Leopold zu Stolberg-Stolberg, nhà thơ Đức (mất 1819)
- 10 tháng 12 - Tipu Sultan, Sultan của Mysore (mất 1799)
- 23 tháng 12 - Frederick Augustus I của Saxony (mất 1827)
- 'Không rõ ngày - Adwaita